# Music for the Native Americans
Music for the Native Americans es el tercer álbum de estudio del músico canadiense Robbie Robertson, publicado por Capitol Records en octubre de 1994.
El álbum incluye música nativa americana grabada y recopilada por Robertson y varios colaboradores, agrupados bajo el nombre de Red Road Ensemble, y usada como banda sonora del programa de televisión The Native Americans. Supone la primera incursión de Robertson en la composición de música específicamente inspirada en su herencia mohawk, y está acompañado en el álbum por su propio hijo, Sebastian Robertson, que toca la batería en las canciones «Golden Feather», «Skinwalker», «It Is a Good Day to Die» y «Words of Fire, Deeds of Blood». Su hija Delphine Robertson canta los coros en «Coyote Dance».

## Lista de canciones
1. "Coyote Dance" (Dave Pickell, Jim Wilson) - (4:07)
2. "Mahk Jchi (Heartbeat Drum Song)" (Pura Fé) - Ulali (4:17)
3. "Ghost Dance" (Robertson, Jim Wilson) - (5:12)
4. "The Vanishing Breed" (Robertson, Douglas Spotted Eagle) - (4:39)
5. "It Is a Good Day to Die" (Robertson) - (5:46)
6. "Golden Feather" (Robertson) - (5:22)
7. "Akua Tuta" (Claude McKenzie, Florent Vollant) - Kashtin (4:51)
8. "Words of Fire, Deeds of Blood" (Robertson) - (4:52)
9. "Cherokee Morning Song" - Rita Coolidge - (2:58)
10. "Skinwalker" (Robertson, Patrick Leonard) - (5:56)
11. "Ancestor Song" (Traditional) - Ulali (2:54)
12. "Twisted Hair" (Jim Wilson) - Robbie Robertson y Bonnie Jo Hunt (3:23)